# بيوت من تراب (مسلسل)
 بيوت من تراب؛  مسلسل درامي تراثي سعودي من إنتاج عام 2016

## القصة
تدور احداث المسلسل في قالب درامي كوميدي وهي ما يقال عنها الكوميديا السوداء

## الشخصيات

### طاقم العمل
- ناصر القصبي
- اسعد الزهراني
- عبد الإله السناني
- حبيب الحبيب
- ريماس منصور